# Chotowo (Białoruś)
Chotowo (biał. Хатава) – wieś na Białorusi, w obwodzie mińskim, w rejonie stołpeckim.

## Historia
W dwudziestoleciu międzywojennym leżał w Polsce, w województwie nowogródzkim, w powiecie stołpeckim, w gminie Rubieżewicze. W 1921 miejscowość liczyła 784 mieszkańców, zamieszkałych w 130 budynkach, w tym 771 Polaków, 12 Białorusinów i 1 osobę innej narodowości. 756 mieszkańców było wyznania rzymskokatolickiego, 16 mojżeszowego i 12 prawosławnego.
Po II wojnie światowej w granicach Związku Radzieckiego. Od 1991 w niepodległej Białorusi.